# 오쿠보 유키
오쿠보 유키(일본어: 大久保 裕樹, 1984년 4월 17일 ~ )는 일본의 전 축구 선수이다.

## 구단 경력
그는 2003년부터 2017년까지 J리그의 산프레체 히로시마, 교토 상가 FC, 도치기 SC, 도쿠시마 보르티스, 마쓰모토 야마가 FC, 제프 유나이티드 지바에서 활동하였다.